# Moldova Veche, Caraș-Severin
Moldova Veche este o localitate componentă a orașului Moldova Nouă din județul Caraș-Severin, Banat, România.

## Obiectiv memorial
- Monumentul Eroilor Români din Al Doilea Război Mondial. Acest monument este așezat în centrul localității, fiind ridicat din inițiativă cetățenească. Monumentul a fost ridicat după câțiva ani de la terminarea războiului, în memoria ostașilor care și-au jertfit viața în luptele de pe frontul de vest. Postamentul monumentului, de plan patrat, este surmontat de o coloană de piatră, pe fațada căreia este montată o placă de marmură albă, cu o inscripție.

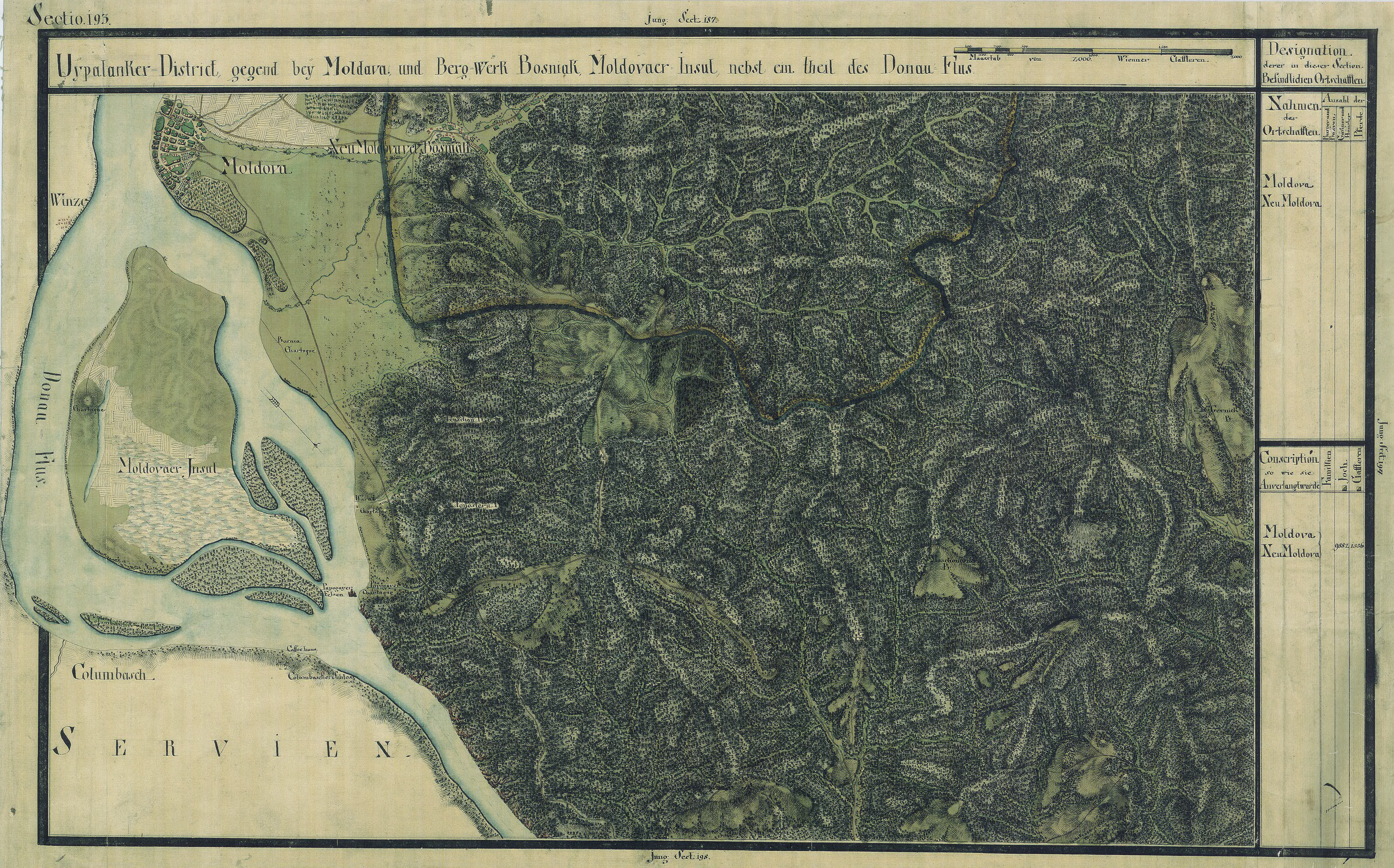
Moldova Veche în Harta Iosefină a Banatului, 1769-72